# Canal de Soulanges
Le canal de Soulanges est une voie navigable d'environ 23 kilomètres située dans la région de la Montérégie au Québec, il relie le lac Saint-François à l'ouest au lac Saint-Louis à l'est et traverse quatre municipalités, Pointe-des-Cascades, Les Cèdres, Coteau-du-Lac et Les Coteaux.

## Histoire
Afin de permettre aux bateaux de dimensions de plus en plus grandes d'éviter les rapides de la région de Montréal, le canal, d'une profondeur de 4,5 m, fut construit de 1892 à 1899 afin de remplacer l'ancien canal de Beauharnois, devenu désuet de par sa profondeur de 2,7 m. Après la fin de la Seconde Guerre mondiale, près de 5 000 navires le fréquentent annuellement. Il demeurera en fonction jusqu'à l'avènement de la voie maritime du Saint-Laurent en 1959.

## Électrification du canal

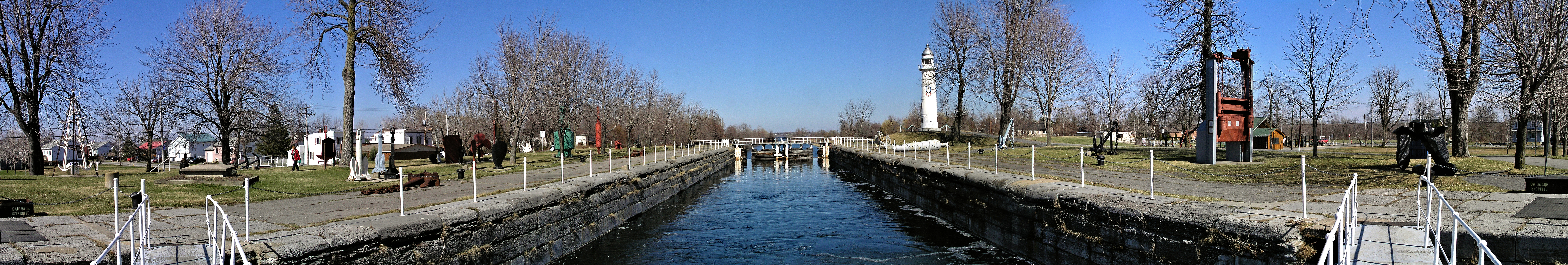
Le canal de Soulanges au parc des Ancres - Pointe-des-Cascades

L'énergie hydroélectrique est l'une des innovations technologiques les plus importantes utilisées au canal de Soulanges. L'électrification de la voie navigable a permis à la fois d'éclairer les 23,4 kilomètres qui composent son trajet, tout en servant à actionner les moteurs de l'ensemble de ses structures mobiles : écluses, ponts tournants et déversoirs, et de favoriser l'exploitation maximale du canal. Éclairé par des lampadaires répartis le long de son parcours, le canal pouvait alors être traversé par les navires 24 heures sur 24.
Par ailleurs, la motorisation des écluses a permis de réduire les coûts d'exploitation tout en diminuant le nombre d'employés.
L'électrification du canal s'est faite graduellement. L'ingénieur Thomas Monro fut chargé de la réalisation du projet d'implantation d'une centrale hydroélectrique capable de répondre aux besoins du nouvel ouvrage. Le site des Cèdres, au point de rencontre entre le canal et la rivière à la Graisse, fut choisi pour implanter le bâtiment et ses composantes en raison d'une dénivellation de près de 6 mètres entre la voie navigable et la rivière capable de fournir la force hydraulique nécessaire pour actionner les turbines de la centrale.
La conception de la centrale de Soulanges étant réalisée, la construction de la centrale et l'électrification du canal furent confiées le 17 janvier 1899 à la Canadian General Electric Company. En octobre de la même année, le canal sera officiellement ouvert à la navigation.
Le système d'éclairage n'entre en fonction qu'à partir de 1900. Il faudra attendre le printemps 1902 pour que les écluses et les ponts tournants cessent d'être activés manuellement.

### La centrale hydroélectrique du canal de Soulanges
Quoique conçue à des fins industrielles, l'électrification du canal de Soulanges a conduit à la construction d'un bâtiment à l'architecture remarquable. La centrale hydroélectrique se démarque du bâtiment abritant les installations et des 4 maisons destinées au personnel du canal.
D'un style typiquement canadien, le bâtiment aborde le style "château" qui, selon Jean Bélisle, tire ses origines de l'arrivée au pays de Lord Dufferin en 1873. Ce style sera repris et développé peu de temps après, par le Canadien Pacifique qui favorisa l'essor de ce type d'architecture par la construction d'une série pancanadienne d'hôtels dont fait partie le château Frontenac.
La centrale mesure 26 m de long sur 8,5 m de large. Elle est divisée en trois sections principales abritant respectivement la machinerie (corps central), le personnel (aile Ouest) et l'entrepôt (aile Est). Sur fondation de béton, elle a été bâtie en pierre calcaire, brique rouge, tôle et ardoise pour la toiture, et grès de l'Ohio pour les éléments décoratifs.
De nos jours, seuls la centrale et l'atelier ont été préservés.
L'ancienne centrale hydroélectrique du canal de Soulanges a été classée monument historique par le ministère de la Culture et des Communications du Québec en 1984. Elle est l'une des quatre centrales subsistant aujourd'hui sur les 87 centrales hydroélectriques qui furent construites au Québec avant 1900.

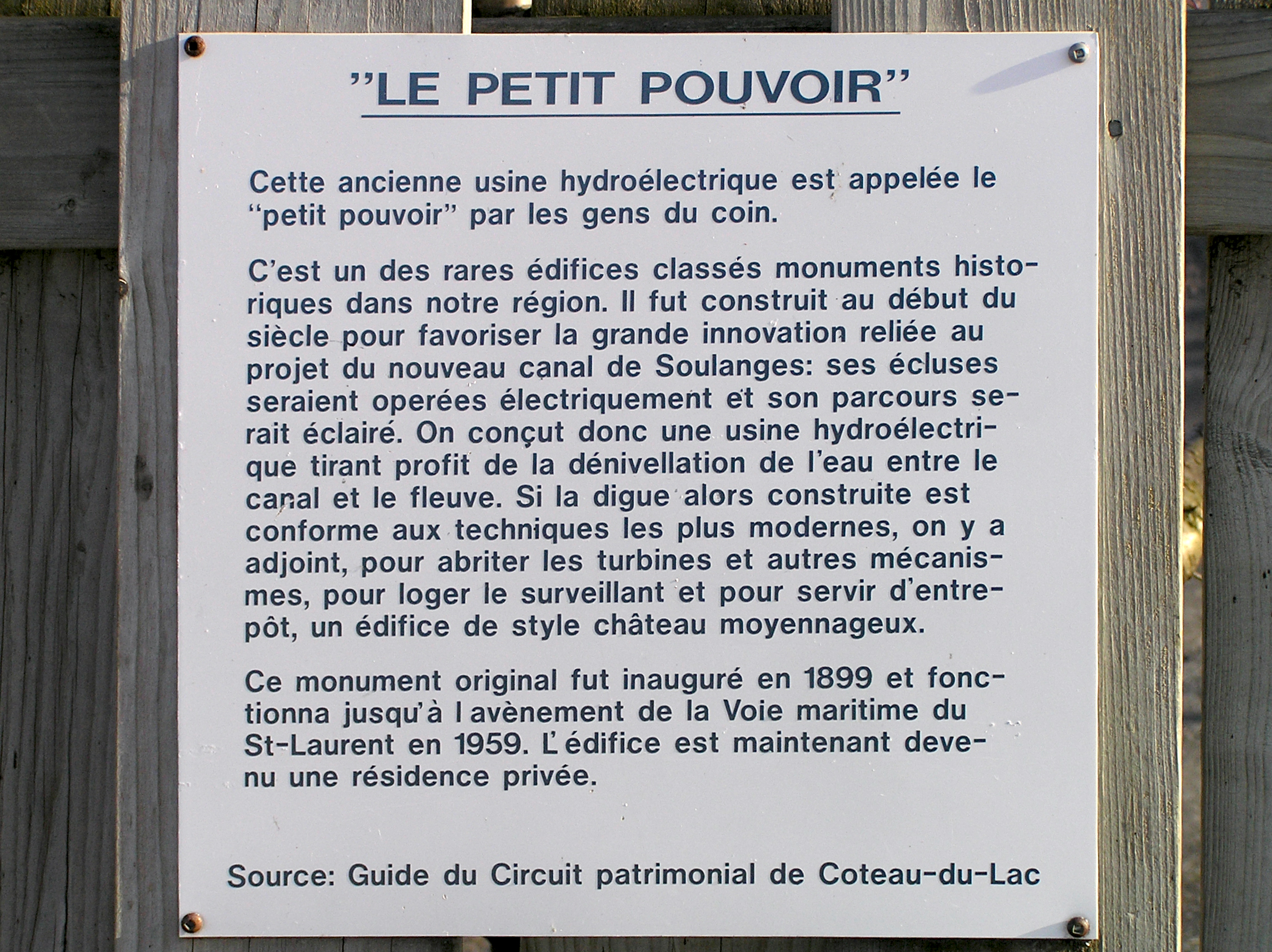
Panneau d'information
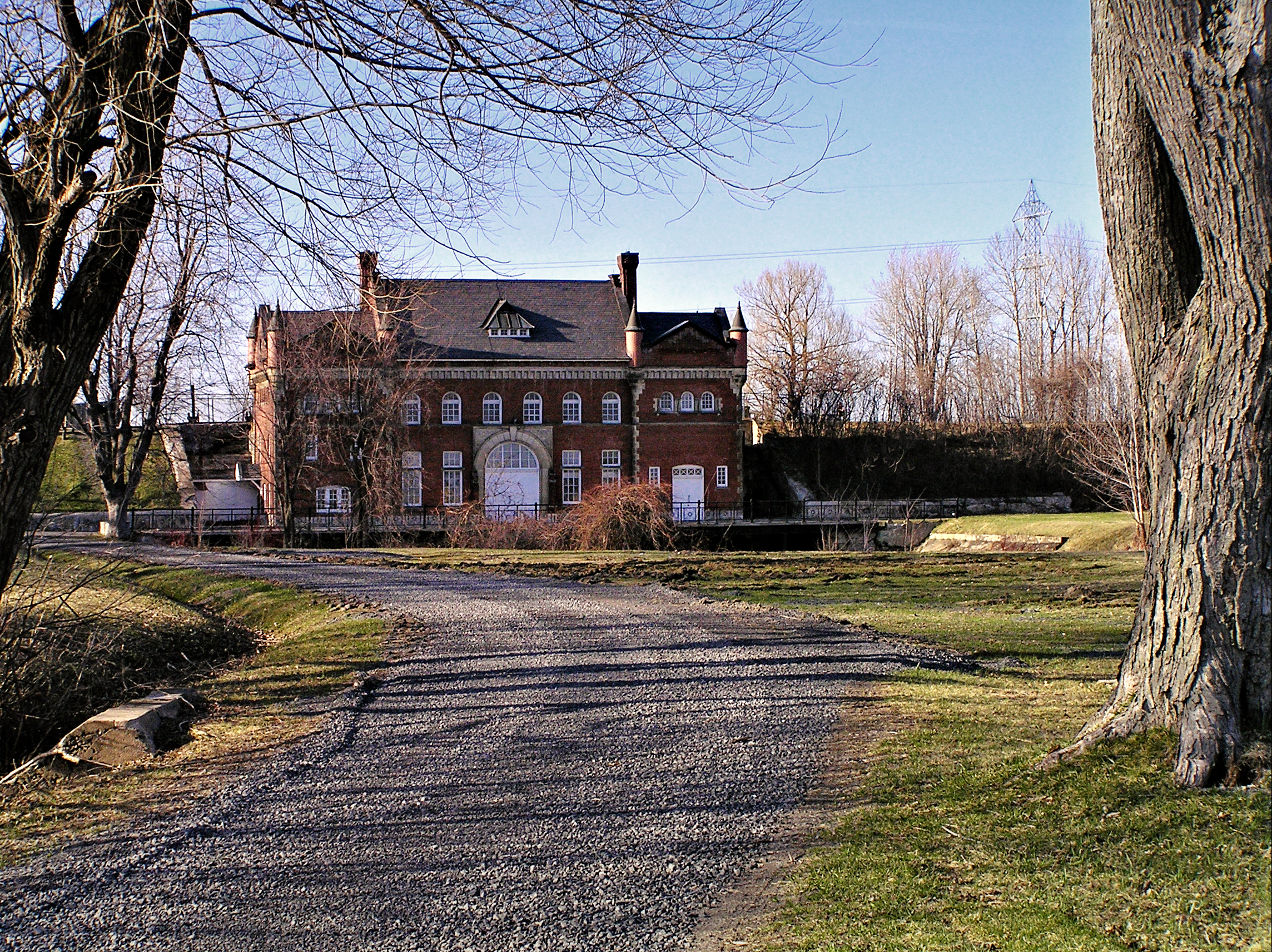
Le petit pouvoir
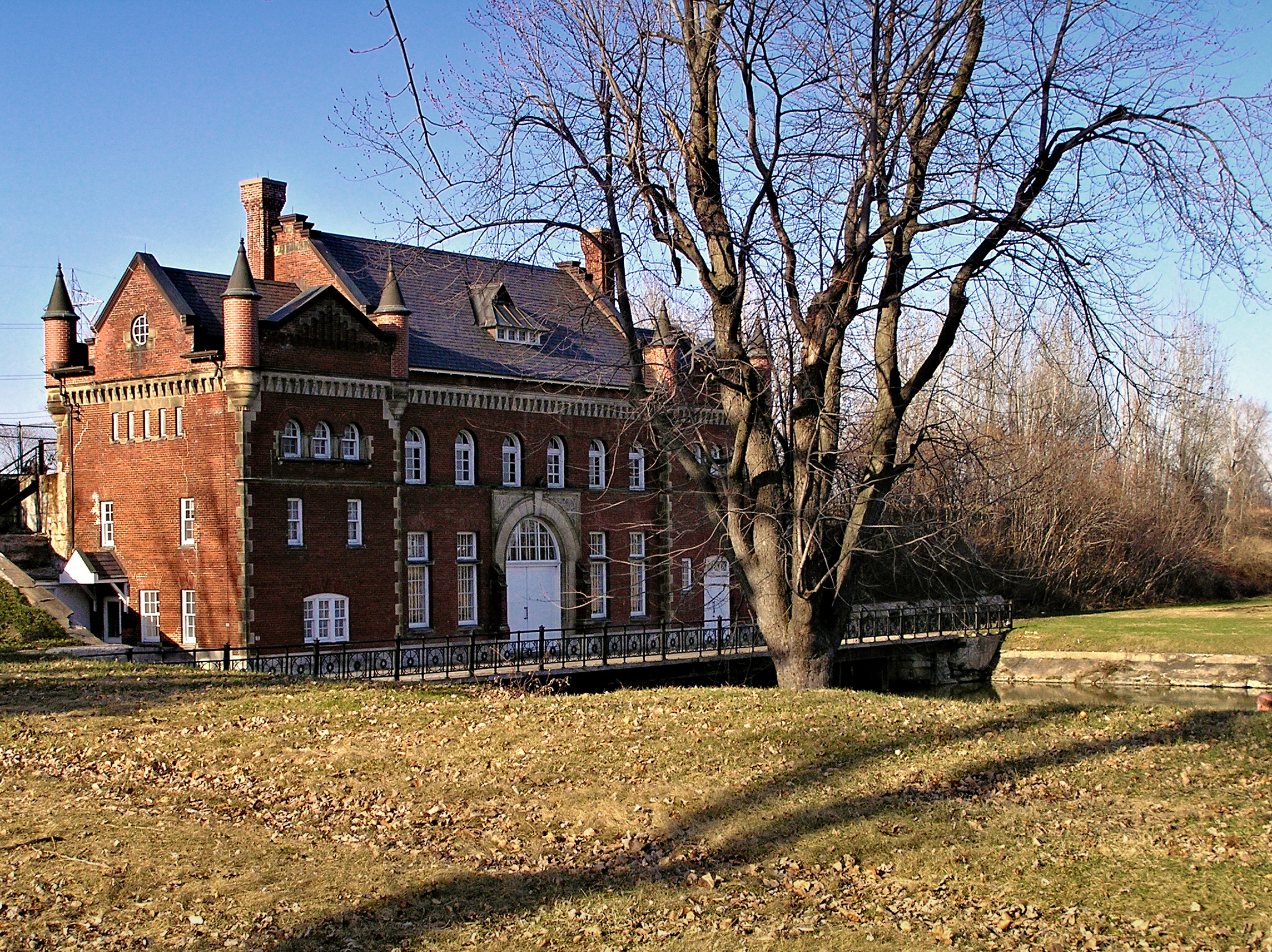
Le petit pouvoir
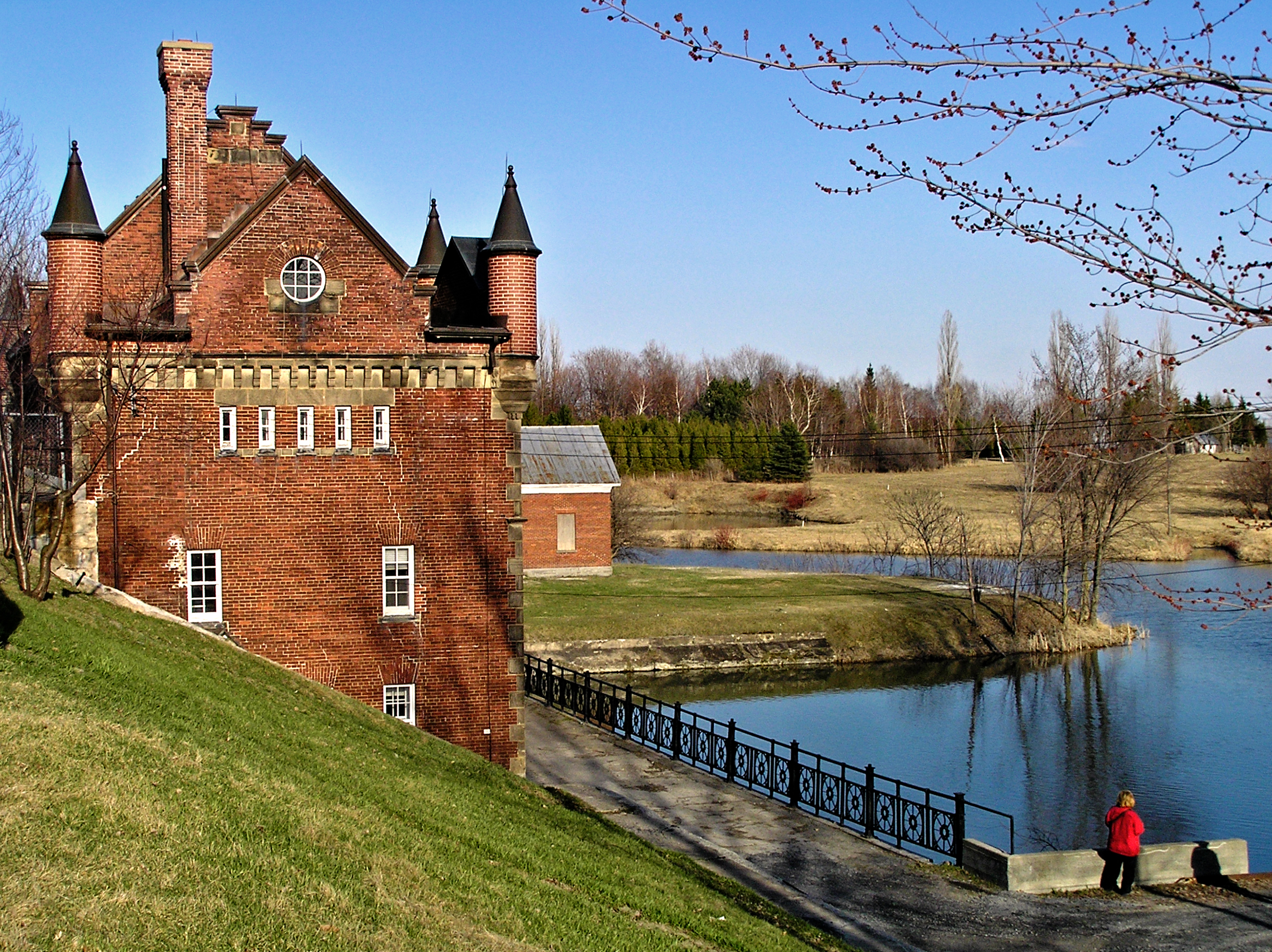
Le petit pouvoir

De nos jours, une piste cyclable de 35 kilomètres faisant partie de l'axe 5 de la Route verte ainsi que de nombreux aménagements pédestres sillonnent les berges du canal, ce qui en fait un lieu très apprécié des plaisanciers.
Le 26 août 2005, le gouvernement du Québec annonce un investissement de 2,4 millions de dollars afin d'évaluer le projet de réouverture du canal à la navigation de plaisance.
Le canal est nommé en l'honneur de la région qu'il traverse, elle-même nommée en l'honneur de Pierre-Jacques Joybert de Soulanges.
En 2019, le Ministère des Transports du Québec a lancé un appel d'offres afin de procéder à la restauration du Petit Pouvoir, à l'abandon depuis les années 1980.

## Galerie d'images

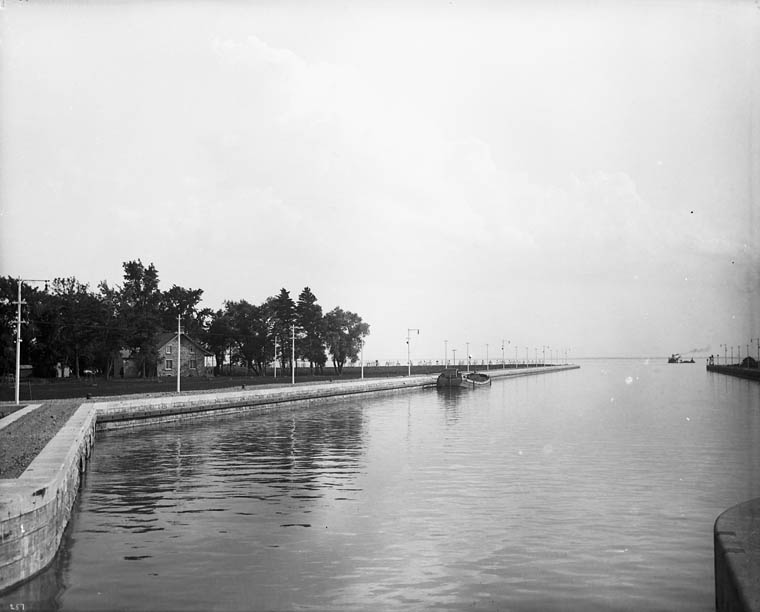
Entrée du canal, probablement au début du XXe siècle.
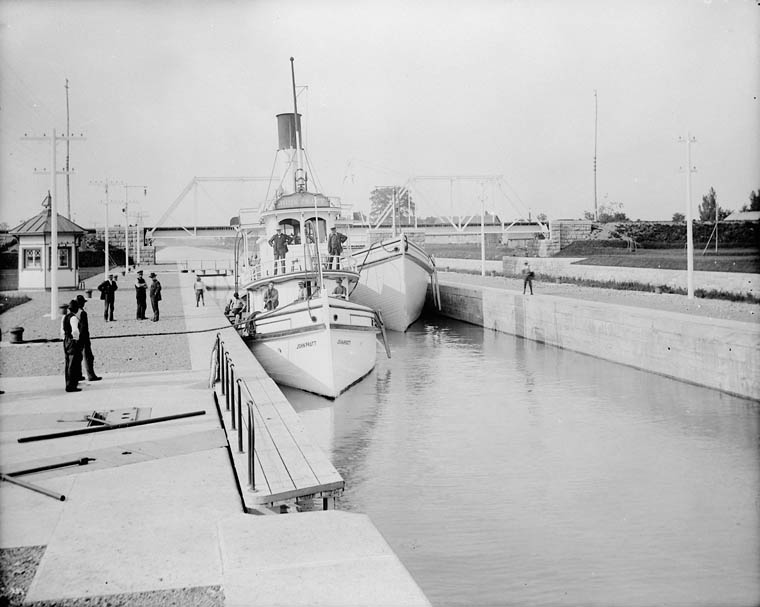
Bateau à vapeur "John Pratt" aux écluses du canal.
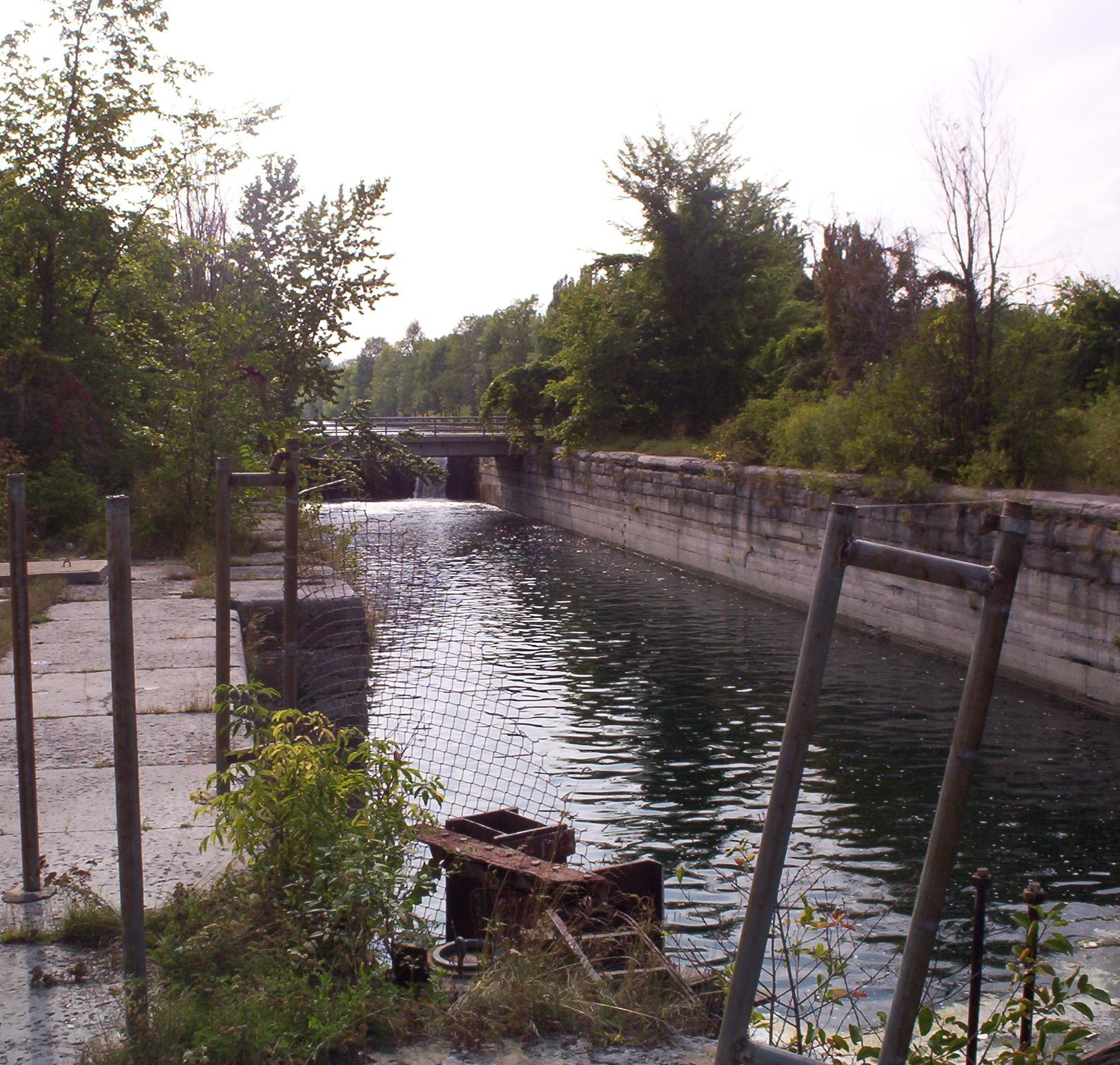
Vue sur le canal Soulanges à la hauteur de Pointe-des-Cascades.
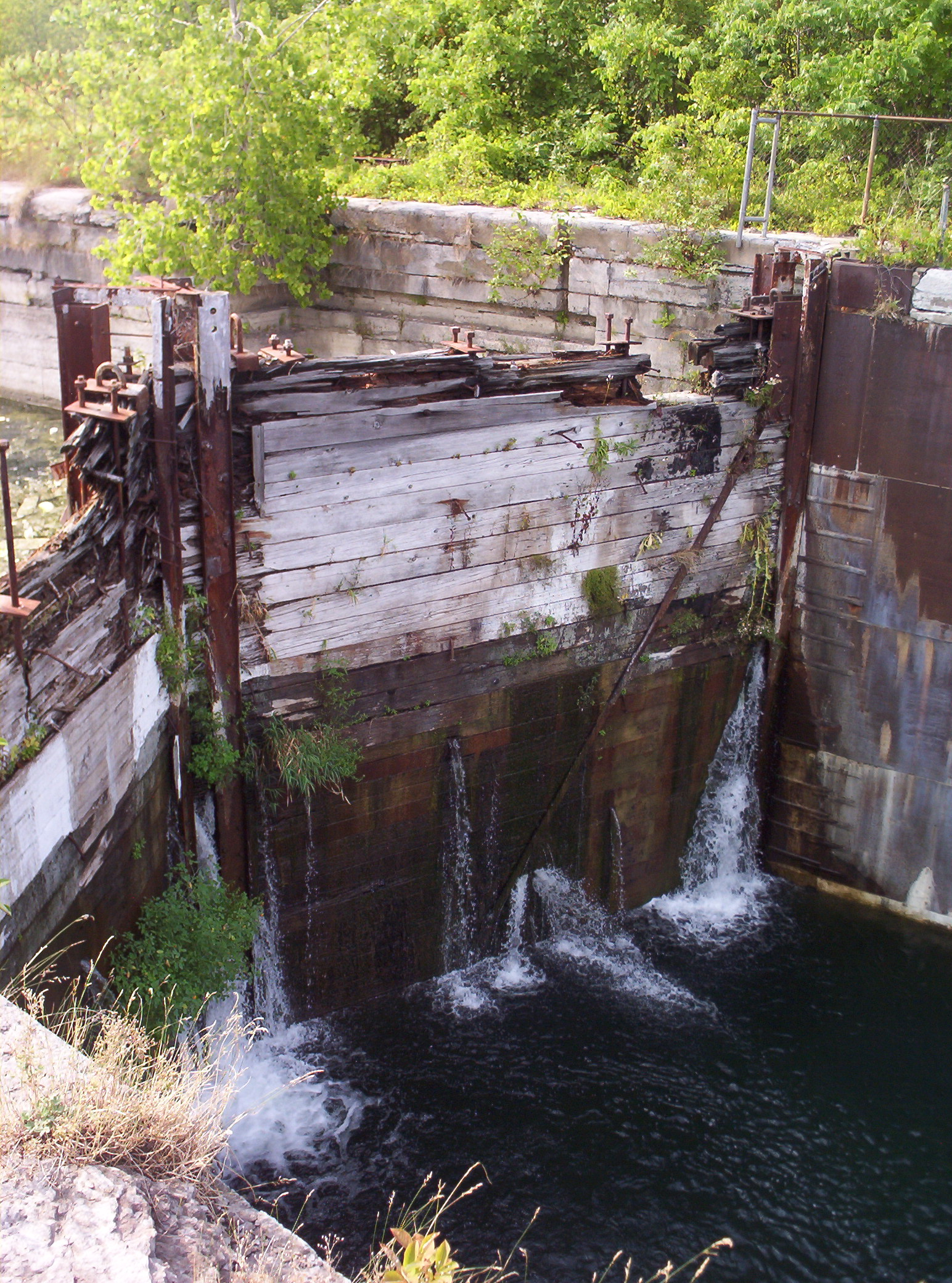
Une écluse du canal.